# 林淵源
林淵源（1925年6月6日—2020年1月15日），生於日治臺灣高雄州鳳山郡仁武庄（今高雄市仁武區），政治人物，中國國民黨籍，為高雄地方派系白派的領導者，曾任高雄縣第六屆與第七屆縣長。

## 生平
畢業于臺灣省立農學院（今中興大學農學院的前身）。
1955年3月至1968年5月，擔任高雄縣立旗山農業職業學校校長，期間於1957年10月至1958年4月，留學日本，就讀東京教育大學（今筑波大學）研究所。
1968年當選高雄縣縣長，1973年當選連任。
1984年出任省政府委員。
1993年，林淵源當選國民黨第十屆中央委員，1996年出任國民黨不分區國大代表。
在1994年宋楚瑜參選省長與1996年李登輝參選總統時，他均出任國民黨高雄縣競選總部主任委員。
在1997年開始的「凍省」與「反凍省」政治議題的較量中，林淵源支持省長宋楚瑜，與國民黨主流派的關係漸行漸遠，後來成為親民黨的重要支援力量。在他晚年時，白派的領導位子基本上已由王金平承續主導；但2012年宋楚瑜表態再度競選總統選舉時仍表態支持。宋楚瑜欲參與2016總統大選時，林淵源亦於宋之競選總部成立時至現場表示支持。